# Heteropalpus smaragdinus
Heteropalpus smaragdinus är en skalbaggsart som beskrevs av Jean François Villiers 1958. Heteropalpus smaragdinus ingår i släktet Heteropalpus och familjen långhorningar.
Artens utbredningsområde är Guyana. Inga underarter finns listade i Catalogue of Life.